# The Art of War (film)
The Art of War is een Amerikaans-Canadese actiefilm uit 2000 onder regie van Christian Duguay, met Wesley Snipes in de hoofdrol.

## Verhaal
Neil Shaw is een geheim agent die voor de Verenigde Naties werkt. De Chinese ambassadeur, die op het punt staat een baanbrekend handelsverdrag tussen de VS en China te sluiten, bemiddeld door de secretaris-generaal van de VN, wordt vermoord. Shaw is erop uit om de waarheid achter de aanval te achterhalen. Hij zal ontdekken dat er achter de hypothese van terrorisme een veel diepere en veel angstaanjagender reden schuilgaat.

## Rolverdeling
- Wesley Snipes - Neil Shaw
- Donald Sutherland - Douglas Thomas
- Maury Chaykin - Capella
- Anne Archer - Eleanor Hooks
- Marie Matiko - Julia
- Michael Biehn - Bly
- Cary-Hiroyuki Tagawa - David Chan
- Liliana Komorowska - Novak
- James Hong - Wu
- Paul Hopkins - Ray
- Glen Chin - Ochai
- Ron Yuan - Ming
- Bonnie Mak - Anna
- Uni Park - Tina Chan